# Irlande aux Jeux olympiques d'été de 1928
Irlande participe pour la deuxième fois aux Jeux olympiques en 1928 à Amsterdam aux Pays-Bas.
L’Irlande y gagne pour la première fois une médaille, en or qui plus est, grâce à  Pat O'Callaghan vainqueur de l’épreuve du lancer du marteau en athlétisme. 

## Athlétisme
- Pat O'Callaghan

## Boxe
- Myles McDonagh poids mouche
- Matthew Flanagan poids lourd